# جوزيف ويليام سوتون
جوزيف ويليام سوتون (بالإنجليزية: Joseph William Sutton)‏ هو مصور أسترالي، ولد في 21 أكتوبر 1844 في ستيبني في المملكة المتحدة، وتوفي في 21 فبراير 1914.